# Patrick Ness
Patrick Ness (estado de Virginia, 17 de octubre de 1971) es un escritor, periodista y conferenciante estadounidense que se trasladó a Londres a los 28 años y cuenta con la doble nacionalidad británica y estadounidense. Se le conoce por sus libros para jóvenes, en especial por su trilogía Chaos walking y su novela Un monstruo viene a verme.
Ness ganó el premio anual Medalla Carnegie de los bibliotecarios británicos tanto en 2011 y en 2012, por De hombres a monstruos y Un monstruo viene a verme, por considerar a cada uno de ellos como el mejor nuevo libro publicado en el Reino Unido para niños o jóvenes.
Es uno de los siete escritores que han ganado dos Medallas Carnegie (nadie ha ganado tres) y el segundo que las gana consecutivamente.

## Biografía y trabajos
Patrick Ness nació en los Estados Unidos, cerca de la base del ejército de Fort Belvoir junto a Alexandria, Virginia, donde su padre era teniente del Ejército de los Estados Unidos. Se trasladó a Hawái, donde vivió hasta los seis años. Pasó los siguientes diez años en el estado de Washington, antes de mudarse a la ciudad de Los Ángeles. Ness estudió Literatura Inglesa en la Universidad del Sur de California.
Después de graduarse, trabajó como escritor corporativo para una compañía de cable. Publicó su primer cuento en la revista Genre en 1997 y estaba escribiendo su primera novela cuando se trasladó a Londres en 1999.
Ness se nacionalizó británico en 2005. Formalizó una unión de hecho con su pareja en 2006, menos de dos meses después de la entrada en vigor de la Ley de Parejas de Hecho.
En agosto de 2013, Ness y su pareja se casaron tras la legalización de los matrimonios del mismo sexo en California.
Ness dio clases de escritura creativa en la Universidad de Oxford y ha escrito y revisado artículos para los periódicos The Daily Telegraph,
The Times Literary Supplement,
The Sunday Telegraph y
The Guardian.
Ha sido socio del Royal Literary Fund y fue el primer escritor residente de Booktrust.
Walker Books ha publicado las dos novelas adultas y las ocho juveniles de Ness hasta la fecha. Según dijo en una entrevista, «dio un giro hacia la ficción para niños después de darse cuenta de que el mundo es un lugar donde es imposible huir del exceso de información, pensando que eso le haría bien a los adolescentes».
La primera novela de Ness, The Crash of Hennington, fue publicada en 2003,
seguida poco tiempo después por Topics About Which I Know Nothing, una colección de cuentos publicada en 2004.
El primer libro juvenil que publicó fue El cuchillo en la mano, y ganó el Guardian Children's Fiction Prize, un premio juzgado por un grupo de escritores británicos de libros infantiles.
La pregunta y la respuesta y De hombres a monstruos son secuelas de El cuchillo en la mano; juntos forman la trilogía «Chaos Walking». Ness también publicó tres cuentos en el universo de «Chaos Walking»: The New World (la precuela), The Wide, Wide Sea y Snowscape, que transcurre después de los acontecimientos de De hombres a monstruos. Los cuentos están disponibles para su descarga gratuita como e-books, y han sido incluidos en las ediciones impresas de 2013 en el Reino Unido.
Un monstruo viene a verme (2011) tuvo su origen en Siobhán Dowd, otra escritora que trabajaba con el mismo editor de Walker Books, Denise Johnstone-Burt. Antes de su muerte en agosto de 2007, Dowd y Johnstone-Burt había hablado de la historia y contratado a Dowd para escribirla. Después, Walker acordó por separado con Ness la escritura del libro y con Jim Kay la ilustración del mismo y ambos hicieron su parte sin llegar a conocerse. Ness ganó el Carnegie y Kay ganó el premio a la ilustración Kate Greenaway Medal (establecido en 1955 y paralelo al Carnegie) Fue el primer libro en ganar ambas medallas.
Su siguiente libro se publicó el 5 de septiembre de 2013 con el título More than this.
More than this fue nominado para la Medalla Carnegie de 2015.
The Crane Wife, la tercera y más reciente novela para adultos de Ness, se lanzó el 30 de diciembre de 2014.
En 2014, Ness dio el discurso de apertura en la sección de Literatura Infantil y Juvenil Internacional del Festival Internacional de Literatura de Berlín (Alemania). Anunció que estaba trabajando en un nuevo libro llamado Los demás seguimos aquí que fue publicado en agosto de 2015.
El 1 de octubre de 2015, la BBC anunció que Ness sería el escritor de un spin-off de Doctor Who llamado Class,
cuya serie de ocho partes resultante se emitió en el canal de la BBC a finales de 2016. En 2017, Ness anunció que dejaría la serie, a lo que tiempo después la BBC terminaría cancelándola.
Ese mismo año publicó Libre, novela que él mismo apodó como privada e intensa y que tiene más inspiración personal que nunca.
En ella consiguió plasmar lo que pretendía: mostrar la adolescencia en estado puro.
Ya en 2018, Ness publicó su octavo libro juvenil y su segundo ilustrado, que llevó el título And the Ocean Was Our Sky. La historia se trata posiblemente de la más fantástica del autor, y surgió a partir de la pregunta «¿Qué pasaría si Moby Dick estuviera contado por la ballena?».

## Premios
El cuchillo en la mano ganó numerosos premios, que incluyen el Booktrust Teenage Prize, el Guardian Children's Fiction Prize, y el Tiptree Award en 2008.
Fue nominado para la Medalla Carnegie.
El 2009, La pregunta y la respuesta ganó el Premio Costa Book en la categoría de libro infantil. Ness también fue nominado para la Medalla Carnegie.
De hombres a monstruos ganó el CILIP de la Medalla Carnegie y fue nominado en 2011 para el Premio Arthur C. Clarke.
Además, fue nominado al Premio Goya 2017 al mejor guion adaptado por la película Chaos walking, basada en la novela A monster calls (Un monstruo viene a verme), de Ness.

### Novelas
- The crash of Hennington (2003)
- The crane wife (2013)

### Novelas juveniles
- Serie Chaos walking:
  1. El cuchillo en la mano (The knife of never letting go) (2008)
  2. La pregunta y la respuesta (The ask and the answer) (2009)
  3. De hombres a monstruos (Monsters of men) (2010)

  - Cuentos:
1.5. "The New World" (2009)
2.5. "The wide, wide sea" (2013)
3.5. "Snowscape" (2013)
- Un monstruo viene a verme (A monster calls) (2011), idea original de Siobhán Dowd
- More than this (2013)
- Los demás seguimos aquí (The rest of us just live here) (2015)
- Libre (Release) (2017)
- And the ocean was our sky (2018)

### Cuentos
Colecciones:
- Topics About Which I Know Nothing (2004), colección de 11 cuentos:
"Implied Violence", "The Way All Trends Do", "Ponce de Leon is a Retired Married Couple From Toronto", "Jesus' Elbows and Other Christian Urban Myths", "Quis Custodiet Ipsos Custodes?", "Sydney is a City of Jaywalkers", "2,115 Opportunities", "The Motivations of Sally Rae Wentworth, Amazon", "The Seventh International Military War Games Dance Committee Quadrennial Competition and Jamboree", "The Gifted", "Now That You've Died"

No publicados en colecciones:
- "Different for Boys", incluido en Losing it (2010)
- Serie Doctor Who 50th Anniversary E-Shorts:
  - 5. "Doctor Who: Tip of the Tongue" (2013)
- "This Whole Demoning Thing", incluido en Monstrous Affections: An Anthology of Beastly Tales, ed. Kelly Link y Gavin J. Grant (2014)

## Filmografía
| Año  | Título                    | Acreditado como | Acreditado como     | Notas                                                    | Ref.   |
| Año  | Título                    | Escritor        | Productor ejecutivo | Notas                                                    | Ref.   |
| ---- | ------------------------- | --------------- | ------------------- | -------------------------------------------------------- | ------ |
| 2016 | Un monstruo viene a verme | Sí              | Sí                  | Basada en su novela Un monstruo viene a verme.           | [ 25 ] |
| 2016 | Class                     | Sí              | Sí                  | Spin-off de Doctor Who. Creador; escritor (8 episodios). | [ 18 ] |
| 2021 | Chaos walking             | Sí              |                     | Basada en su novela El cuchillo en la mano.              |        |